# Adalbert Cramer

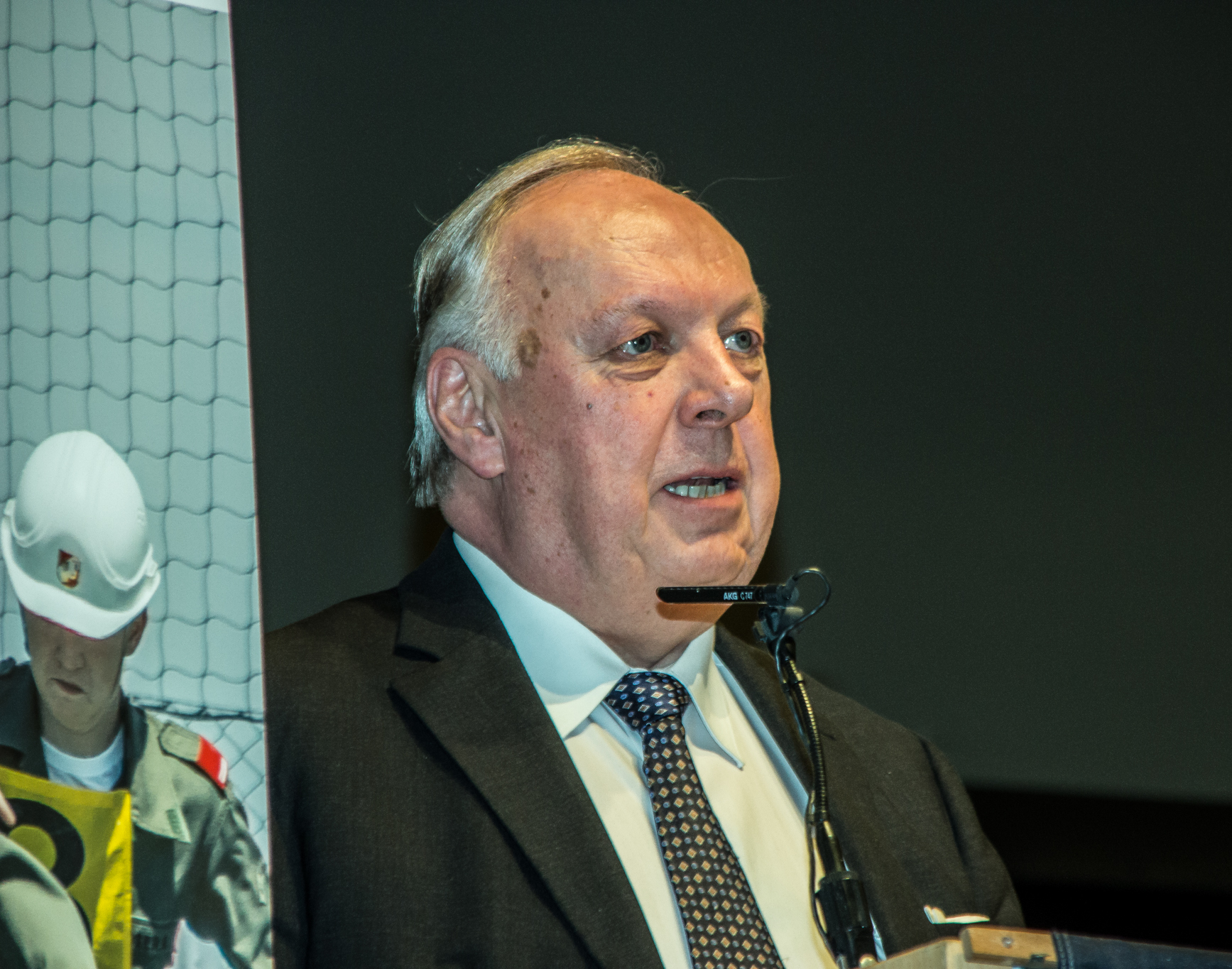
Adalbert Cramer (2016)

Adalbert Cramer (* 5. Februar 1951 in Kitzeck im Sausal) ist ein österreichischer Politiker (FPÖ) und Projektmanager. Cramer war von 2009 bis 2021 Abgeordneter zum Oberösterreichischen Landtag, von 2009 bis 2015 Dritter und von 2015 bis 2021 Zweiter Landtagspräsident.

## Leben
Cramer besuchte von 1957 bis 1962 die Volksschule in Kitzeck und danach von 1962 bis 1966 die Hauptschule in Leibnitz. Cramer absolvierte in der Folge von 1966 bis 1970 die Höhere Bundeslehranstalt und Bundesamt für Wein- und Obstbau in Klosterneuburg und legte 1970 die Matura ab. Er studierte an der Universität für Bodenkultur Wien und wurde 1970 im akademischen Corps Hellas recipiert. Er musste 1975 das Studium aus familiären Gründen unterbrechen und leitete das elterliche Weingut. 1984 war er Vorortsprecher des KSCV. 1985 nahm er das Studium wieder auf. Er absolvierte ab 1990 ein Dissertationsstudium und wurde 1995 zum Dr. rer. nat. tech. promoviert. Nach Forschungstätigkeit im Rahmen seiner Dissertation und bei Wilhelm Vogelbusch in Wien 1990–1993 war er 1993–1998 bei S. Spitz in Attnang-Puchheim Abteilungsleiter der Qualitätssicherung. Seit 1998 ist er Projektmanager der Firma SCS-Technology Verfahrenstechnik GmbH in Linz.
Cramer ist seit 1997 im Gemeinderat in Roitham am Traunfall und wurde 2002 zum Bezirksparteiobmann der FPÖ Gmunden gewählt. Von 2003 bis 2009 war er Mitglied des Gemeindevorstands. Am 23. Oktober 2009 wurde er als Landtagsabgeordneter angelobt und zum Dritten Landtagspräsidenten gewählt. Nach der Landtagswahl in Oberösterreich 2015 wurde er am 23. Oktober 2015 zum Zweiten Landtagspräsidenten gewählt.
Nach der Landtagswahl 2021 schied er aus dem Landtag aus, in der konstituierenden Sitzung der XXIX. Gesetzgebungsperiode am 23. Oktober 2021 wurde Sabine Binder zu seiner Nachfolgerin als Zweiter Präsidentin des Oberösterreichischen Landtags gewählt.
Cramer ist seit 1990 verheiratet und Vater zweier Söhne. Er lebt in Roitham am Traunfall.

## Auszeichnungen
- 2022: Großes Ehrenzeichen des Landes Oberösterreich[4]